# Simon Sinek
Simon Sinek (né le 9 octobre 1973 à Wimbledon) est un conférencier américano-britannique, auteur de livres sur le management et la motivation.

## Biographie
Simon Sinek est né au Royaume-Uni mais a beaucoup voyagé dans sa jeunesse (Afrique du Sud, Hong-Kong) avant que sa famille ne s'établisse dans le New Jersey. Il est diplômé de l'Université Brandeis.
Après avoir abandonné ses études de droit, il rejoint l'univers de la communication et de la publicité, d'abord chez  Euro/RSCG, puis chez Ogilvy & Mather. Il a obtenu une licence en anthropologie culturelle à l'université de Brandeis.[réf. nécessaire]
En 2009, il publie son best-seller, Start with Why: How Great Leaders Inspire Everyone to Take Action. La même année, il participe à une conférence TED et son intervention How Great Leaders Inspire Action se classe parmi les dix conférences TED les plus appréciées, avec plus de dix millions de vues en cinq ans.
En 2011, il prend part à la conférence TEDxMaastricht avec son intervention intitulée First why and then trust. Puis en 2014, à TED2014 avec Why good leaders make you feel safe. En 2014, il publie également son second ouvrage, Leaders Eat Last: Why Some Teams Pull Together and Others Don’t.

## Ouvrages
- 2009 : Commencer par le pourquoi  (ISBN 978-2923746678)
- 2016 : Pourquoi les vrais leaders se servent en dernier (ISBN 978-2-7440-6662-7)
- 2016 : Together Is Better: A Little Book of Inspiration (ISBN 978-1591847854)
- 2018 : Trouver son pourquoi ; Guide pratique pour découvrir son moteur et celui de son équipe (ISBN 978-2-7440-6692-4)
- 2019 : The Infinite Game, Portfolio Penguin